# 빌리 (유제품)
빌리(핀란드어: viili)는 핀란드의 발효 유제품이다.

## 같이 보기
- 스키르
- 필미엘크